# Salvatore De Meo
Salvatore De Meo, né le 27 octobre 1971 à Fondi, est un homme politique italien, membre de Forza Italia.
Il siège au Parlement européen depuis le 1er février 2020.